# Passer
Passer és un gènere d'ocells de la família dels passèrids (Passeridae).

## Taxonomia
Segons la Classificació del Congrés Ornitològic Internacional (versió 11.1, 2021) aquest gènere està format per 28 espècies:
- Passer ammodendri - pardal dels sacsaüls.
- Passer domesticus - pardal comú.
- Passer italiae - pardal d'Itàlia.
- Passer hispaniolensis - pardal de passa.
- Passer pyrrhonotus - pardal del Sind.
- Passer castanopterus - pardal de Somàlia.
- Passer cinnamomeus - pardal rutilant.
- Passer flaveolus - pardal citrí.
- Passer moabiticus - pardal del mar Mort.
- Passer iagoensis - pardal de Cap Verd.
- Passer motitensis - pardal gros.
- Passer insularis - pardal de Socotra.
- Passer hemileucus - pardal d'Abd al Kuri.
- Passer rufocinctus - pardal de Kenya.
- Passer shelleyi - pardal de Shelley.
- Passer cordofanicus - pardal del Kordofan.
- Passer melanurus - pardal del Cap.
- Passer griseus - pardal gris.
- Passer swainsonii - pardal de Swainson.
- Passer gongonensis - pardal becgròs.
- Passer suahelicus - pardal suahili.
- Passer diffusus - pardal sud-africà.
- Passer simplex - pardal del desert.
- Passer zarudnyi - pardal de Zarudni.
- Passer montanus - pardal xarrec.
- Passer luteus - pardal daurat del Sahel.
- Passer euchlorus - pardal daurat d'Aràbia.
- Passer eminibey - pardal castany.